# Xenosauridae
Xenosauridae é uma família de répteis escamados pertencentes à subordem Sauria.

## Classificação
- Subfamília Shinisaurinae
  - Género Shinisaurus
- Subfamília Xenosaurinae
  - Género XenosaurusReferências

1. ↑  «ITIS Standard Report Page: Xenosauridae». www.itis.gov. Consultado em 12 de maio de 2018